# (2100) Ра-Шалом
(2100) Ра-Шалом (лат. Ra-Shalom) — небольшой околоземный астероид из группы Атона, который принадлежит к тёмному спектральному классу C. Он был открыт 10 сентября 1978 года американским астрономом Элеанорой Хелин в Паломарской обсерватории и стал вторым после (2062) Атона астероидом из этого класса. Название данного тела «Ра-Шалом» состоит из двух разных по происхождению и значению частей: первая его часть представляет собой имя египетского божества — бога Солнца Ра (подобные имена характерны для всех астероидов группы Атона), а вторая — является традиционным еврейским приветствием. 

Орбита астероида Ра-Шалом и его положение в Солнечной системе
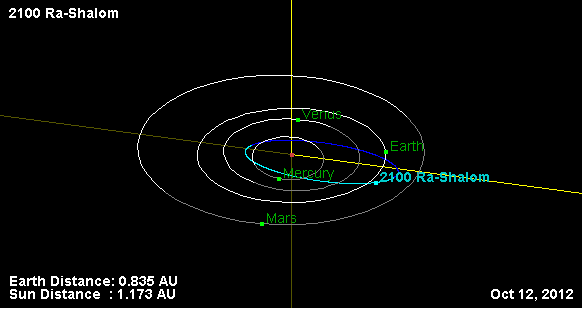
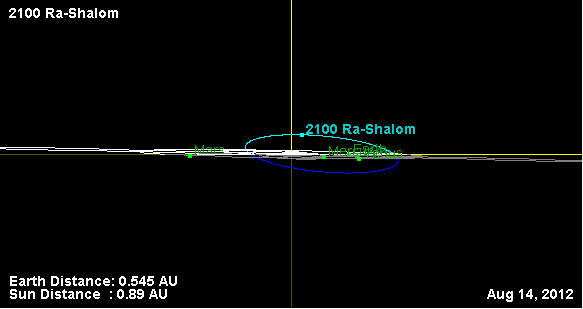
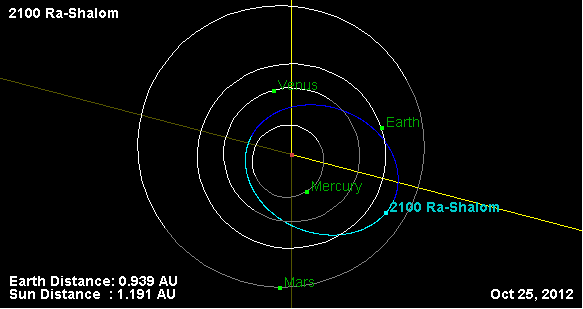

Из-за значительного эксцентриситета (0,436) орбита астероида вытянута настолько, что в процессе своего движения вокруг Солнца, он пересекает орбиту не только Земли, но и Венеры, сближаясь при этом с орбитами Меркурия и Марса. В среднем это расстояние составляет около 30 млн км, но может быть и меньше. Так при наиболее тесных сближениях с Меркурием минимальное расстояние до планеты порой было всего лишь 11,7 млн км.
Проведённые в 1981 году, радарные исследования данного астероида показали относительно ровную поверхность в дециметровых масштабах.